# Schultersteife
Als Schultersteife (Synonyme: schmerzhafte Schultersteife, adhäsive Kapsulitis, Duplay-Syndrom, frozen shoulder) bezeichnet man eine weitgehende, schmerzbedingte Aufhebung der Beweglichkeit des Schultergelenks. Einer schmerzhaften Schultersteife können unterschiedliche Ursachen zugrunde liegen, der Begriff beschreibt lediglich die klinische Tatsache der schmerzbedingten Aufhebung der Beweglichkeit. Im Gegensatz zur Blockierung oder einer einzelnen mechanischen Störung wie Tendinitis oder Arthrose ist die Beweglichkeit bei der schmerzhaften Schultersteife in allen drei möglichen Bewegungsebenen stark reduziert.

## Einteilung
Ist die Ursache bekannt, so spricht man von einer „sekundären“ frozen shoulder, ansonsten von einer „primären“ oder „idiopathischen“. Letztere Form kann auch als „adhäsive Kapsulitis“ bezeichnet werden. Die 1872 von Duplay für eine traumatisch verursachte schmerzhafte Schulterversteifung geprägte und früher bzw. fälschlich auch synonym für Frozen Shoulder benutzte Bezeichnung Periarthropathia humeroscapularis ist eine unpräzise Sammelbezeichnung für (früher als Manifestation eines „Weichteilrheumatismus“ angesehene) Erkrankungen des Weichteilmantels der Schulter bzw. alle degenerativen Veränderungen des subacromialen Raumes.

## Anatomische Besonderheiten des Schultergelenks
Die Gelenkpfanne am Schulterblatt ist im Verhältnis zum Oberarmkopf sehr klein und die Führung des Gelenkes erfolgt überwiegend durch die Muskulatur und die Gelenkkapsel. Daher ist der Bewegungsumfang im Schultergelenk sehr groß und die Kapsel sehr weit. In jeder Stellung wirft diese Kapsel demzufolge an der einen oder anderen Seite Falten. Werden bestimmte Bewegungen im Schultergelenk z. B. aufgrund schmerzhafter Veränderungen oder auch durch Ruhigstellungsmaßnahmen dauerhaft vermieden, so kann es zu Verklebungen dieser Falten kommen und es bildet sich eine dafür spezifische Bewegungseinschränkung des Schultergelenks (sogenanntes Kapselmuster bei der passiven Gelenkuntersuchung).
Eine andere mögliche Ursache der Bewegungseinschränkung ist eine Verkürzung von Muskeln, die das Gelenk bewegen und bei entgegengesetzter Bewegung nachgeben müssen.

## Auftreten
Der Altersgipfel der primären schmerzhaften Schultersteife liegt bei 40 bis 60 Jahren; Männer und Frauen sind gleichermaßen betroffen. In bis zu 30 % der Fälle tritt sie beiderseits auf. Gehäuft ist sie bei Patienten mit Diabetes mellitus, Schilddrüsenfunktionsstörungen und Fettstoffwechselstörungen zu sehen.

## Ursachen
Die Ursache der primären Form ist unbekannt, der sekundären können neben Operationen und Verletzungen auch Erkrankungen des Subakromialraumes, langdauernde Immobilisation, besonders auch Veränderungen der Rotatorenmanschette, beispielsweise ein Riss, zugrunde liegen.

## Krankheitsbild

### Primäre Form
Die primäre Form verläuft charakteristischerweise in drei Stufen: Zu Beginn kommt es zu einer Synovitis, die arthroskopisch erkennbar ist und die im weiteren Verlauf zunimmt (ergänzend in diesem Stadium Auftreten einer Gelenkkapselreizung – „Capsulitis“), bis im Endstadium dann eine Atrophie der Gelenkkapsel (Schrumpfung und Verklebung führen zu einer Verkleinerung des Gelenkbinnenraumes) auftritt. Der Krankheitsverlauf kann über ein bis vier Jahre gehen, die Prognose ist gut, geringe Einschränkungen können jedoch zurückbleiben.
- Stadium 1 (Initialphase): Im Vordergrund steht ein zunehmender Bewegungsschmerz, der heftig bis unerträglich sein kann und sich insbesondere nachts noch verschlechtert. Eine Bewegungseinschränkung wird häufig vom Betroffenen zunächst nicht bemerkt. Dieses Stadium dauert in der Regel drei bis neun Monate.
- Stadium 2 (Einsteifungsphase): In diesem Stadium lässt der Schmerz langsam nach – es kommt zu einer deutlichen Abnahme der Beweglichkeit, vor allem dann, wenn der Arm nach außen bzw. innen gedreht oder abgespreizt wird. Gegen Ende dieser Phase kann die Schulter vollständig in ihrer Bewegung eingeschränkt sein. Dieses Stadium kann bis zu fünfzehn Monate dauern.
- Stadium 3 (Lösungsphase): Die jetzt versteifte und nicht mehr schmerzende Schulter wird langsam wieder beweglicher, weil sich die entzündlichen Veränderungen an der Gelenkkapsel zurückbilden. Das betroffene Schultergelenk ist letztlich in seiner Beweglichkeit nur noch unwesentlich eingeschränkt oder sogar wieder voll beweglich. Dieses Stadium dauert durchschnittlich neun Monate.

### Sekundäre Form

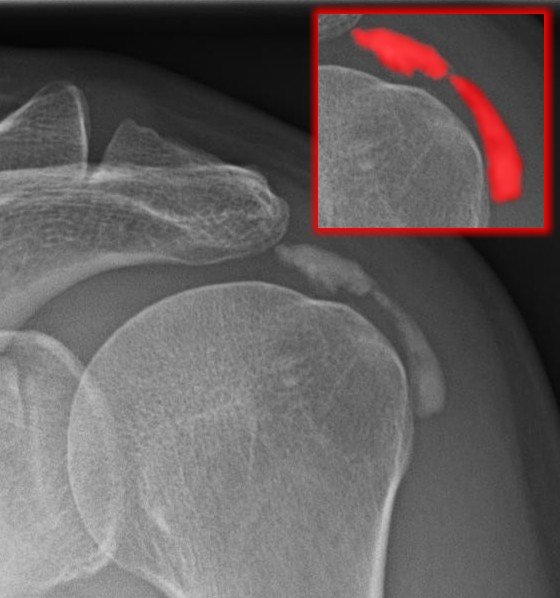
Röntgenbild einer verkalkenden Schleimbeutelentzündung der Schulter (Kalkdepot im Ausschnitt rot gefärbt)

Typische Ursachen sind neben Operationen und Verletzungen auch Erkrankungen des Subakromialraumes, langdauernde Immobilisation und besonders auch Veränderungen der Rotatorenmanschette.
Verkalkende Schleimbeutelentzündung (Syn.: Bursitis calcarea, calcificans)
Der Innenraum eines Schleimbeutels steht nicht in direkter Verbindung mit dem Blutkreislauf. Kommt es – bei irgendwelchen Verletzungen – zu Einblutungen, so kann der Körper das Blut nicht, wie an anderen Stellen des Körpers, resorbieren. Im Lauf der Zeit wird dieses Blut zu einem kalkigen, spröden Material, das in dem Schleimbeutel liegen bleibt. Eine ungünstige Bewegung reicht dann oft aus, diesen Kalkpfropfen einzuklemmen. Das umgebende Gewebe schwillt an, der Raum im Schultergelenk wird funktionell verkleinert (die anatomischen Strukturen finden keinen Platz), jede Bewegung schmerzt.
Eine weitere Erklärung für eine Entzündung des Schleimbeutels ist die Kombination von Überlastung durch zu viel Druck durch den beim Abspreizen krankhaft zu weit nach oben steigenden Oberarmknochen (Humeruskopfhochstand bzw. gestörter Bewegungsablauf s. u. – wobei der Schleimbeutel als Verschiebeschicht nicht so gut geeignet ist) mit einer auch durch den Druck gestörten Trophik (Versorgungssituation des Gewebes). Kalk lagert sich gerne da ab, wo der Gewebs-pH-Wert zu gering (das heißt das Gewebe zu sauer) ist.
Verletzungen der Rotatorenmanschette
Verletzungen und Risse der Rotatorenmanschette treten als akute Unfallfolge in jüngerem Lebensalter wie auch als multifaktorielles, im Wesentlichen degeneratives Krankheitsbild in fortschreitendem Lebensalter auf. Vor allem letztere können bei Instabilität des Schultergelenkes und zunehmender Arthrose zum klinischen Bild der Frozen Shoulder führen.
Impingement-Syndrom
Beim Impingement (Einklemmung) handelt es sich wahrscheinlich um die häufigste Ursache einer schmerzhaften Schultersteife. Die Meinung über die Ursachen des Impingements ist noch nicht einheitlich, meist werden mehrere Ursachen genannt.
Zwischen dem Oberarmkopf und dem „Schulterdach“ zieht die Rotatorenmanschette hindurch. Hier liegt auch die Bursa subacromialis (s. o.). Es ist dort, je nach Form der Knochen, relativ wenig Platz. Als „Schulterdach“ bezeichnet man das Akromion einschließlich des Gelenkes zum Schlüsselbein (Schulter-Eckgelenk) und des zum Rabenschnabelfortsatz des Schulterblattes laufenden Bandes (Ligamentum coracoacromiale). Wenn eine Sehne dazwischen irritiert wird, schwillt diese an, und der sowieso schon geringe Platz wird dann noch mehr eingeengt mit Schmerzen und einer Störung der Struktur der Sehne/Rotatorenmanschette.
Dies geschieht vor allem bei gestörtem Bewegungsablauf bei Abspreizbewegungen des Armes (s. u. Verletzungen der Rotatorenmanschette und gestörtes Nach-unten-Gleiten).
Aber auch chronische Überbelastungen mit kleinen Abrissen von Sehnen oder Gelenklippe (Bankart-Läsion), forcierte Wurfsportausübung und altersbedingte Atrophien der Rotatorenmanschette an der Schulter kommen infrage.
Arthrotische Veränderungen des Gelenkes, vor allem des Schultereckgelenkes (Akromioklavikulargelenk) haben Osteophyten zur Folge, die in den Raum, in dem der Oberarmkopf bzw. die Rotatorenmanschette bewegt wird, hakenförmig hineinwachsen können („Hook“). Auch hier ist eine schmerzhafte Bewegungseinschränkung die Folge.
Arthrose
Verletzungsfolgen genauso wie Überlastungen können zu einer Schädigung des Schultergelenkes führen. Besonders schwere Arthrosen finden sich bei Personen, die wegen anderen Erkrankungen sehr lange Zeit auf Unterarmgehstützen angewiesen waren. Die degenerativen Veränderungen führen dann auch zu einer schmerzhaften Bewegungseinschränkung. Im fortgeschrittenen Stadium kann es dann auch, wie bei anderen Gelenken, zum Zustand einer aktivierten Arthrose kommen, zusätzlich zu den degenerativen Veränderungen treten dann noch entzündliche Reaktionen auf.
Arthritische Reizzustände
Ebenso wie jedes andere Gelenk des Körpers kann auch die Schulter von entzündlichen Prozessen (arthritischen Reizzuständen) betroffen sein.
Krebs
Seltener, aber in ihren therapeutischen Konsequenzen wesentlich zu unterscheiden sind Metastasen von Krebsgeschwülsten, die im Oberarmkopf abgesiedelt haben.
Neuralgische Schulteramyotrophie
Charakteristisch sind starke Schmerzen im Schulter- und Oberarmbereich,  ausgeprägte Lähmungen der Schulter- und Oberarmmuskulatur und eine  früh im Krankheitsverlauf sichtbare Atrophie der denervierten Muskulatur.
Frakturen
Unerkannte Brüche bei Osteoporose können die gleiche Symptomatik auslösen, sind aber meistens mit einem deutlichen Bluterguss verbunden, der bis in die Hand sickern kann. Diese Brüche werden nur selten übersehen.
Psychosomatik
Nicht vergessen werden darf, dass viele Spannungsstörungen der Schultermuskulatur durch innere Anspannung (mit-)bedingt sind – „zu viel auf den Schultern tragen“ etc.

## Diagnostik
Aus dem klinischen Befund mit der zuweilen erheblichen Bewegungseinschränkung lässt sich die Schultersteife problemlos feststellen. Da damit aber noch keine Aussage über die Ursache dieser Symptomatik getroffen wurde, muss sich eine eingehendere Untersuchung anschließen.
Dazu gehören grundlegend eine konventionelle Röntgendiagnostik und die Bestimmung geeigneter Laborparameter zur Erkennung entzündlicher Ursachen. Ergänzend können Ultraschall, Magnetresonanztomographie (MRT) und in seltenen Fällen auch Arthrographie oder Arthroskopie sinnvoll sein.

### Differenzialdiagnosen
Das zervikobrachiale Syndrom geht oft mit Schmerzen einher, die auf die Schulter beschränkt sind. Das Karpaltunnelsyndrom verursacht oft Schmerzen im ganzen Arm einschließlich der Schulter. In beiden Fällen hat eine Behandlung der Schulter keinen Nutzen.

## Therapie und Verlauf
Die Frozen Shoulder hat oft einen langsamen, sich über Jahre hinziehenden Krankheitsverlauf. Bei der Hälfte der Patienten finden sich auch noch nach zwei Jahren Symptome, und 15 % haben eine dauerhafte Beeinträchtigung.
Die Therapie ist primär konservativ mit Schmerztherapie und intensiver Krankengymnastik während der vorwiegend steifen Krankheitsphase. In dieser Phase sind auch eine Narkosemobilisation, d. h. Bewegung der Schulter über die Steifigkeit hinaus unter Narkose, und die arthroskopische Inzision der Gelenkkapsel (capsular release) hilfreich.

## Ältere Literatur
- J. Bloch, F. K. Fischer: Probleme der Schultersteife. Geigy, Basel (August) 1958 (= Documenta rheumatologica, Band 15).